# Pomořanka přímořská
Pomořanka přímořská (Cakile maritima) je nízká, jednoletá, halofilní bylina z čeledi brukvovitých, považovaná za neofyt občasně zavlékaný do České republiky.

## Rozšíření
Rostlina je svým původem navázána na evropská písčitá mořská pobřeží: atlantské, baltské, severomořské, středomořské i černomořské. Zavlečena byla do též Severní a Jižní Ameriky a také do Austrálie.
Do kontinentální Evropy se dostává při transportu surovin a zboží z mořských přístavů. Druh je občasně nalézán na haldách na Ostravsku a v Třinci, v Ústí nad Labem i v Praze; obdobně se objevuje na Slovensku v okolí překladiště na Dunaji v Komárně.
Ze své domoviny je uvyklá na písčitou, propustnou, nepříliš výživnou i zasolenou půdu která může být mírně kyselá i alkalická, díky silným kořenům odolá i v nepevném substrátu silným pobřežním větrům. Mimo mořská pobřeží roste na slaniskách, v pískovnách nebo na kamenitých náspech železničních tratí či silnic kde nemá konkurenci jiných rostlin; pro zdárný růst vyžaduje plně osvětlená stanoviště.

## Taxonomie
Pomořanka přímořská na území České republiky vyrůstá jen nepravidelně a to ve dvou poddruzích které byly v minulosti hodnoceny na úrovni samostatných druhů:
- pomořanka přímořská baltická (Cakile maritima subsp. baltica) (Jord. ex Rouy & Foucaud) Hyl. ex P. W. Ball – hlavní areál jejího rozšíření je okolo Baltského moře, v ČR byla prvně zaznamenána v roce 1929,
- pomořanka přímořská černomořská (Cakile maritima subsp. euxina) (Pobed.) Nyár. – pochází z pobřeží Černého, Marmarského a Azovského moře, v ČR byla poprvé zjištěná až roku 1960.

U tohoto druhu je pro jeho velkou proměnlivost rozeznávána řada variet a forem.

## Popis
Pomořanka přímořská je lysá, jednoletá rostlina s od báze větvenou oblou lodyhou, dlouhou 15 až 50 cm, ta je obvykle vystoupavá nebo poléhavá a vyrůstá z dlouhého (až 1 m), úzce vřetenovitého kořene. Lodyha je porostlá střídavými, řapíkatými, dužnatými listy s lesklými čepelemi dlouhými 5 až 12 cm. Listy jsou ve tvaru velmi proměnlivé, mívají okraj celistvý, jemně pilovitý nebo jsou jednou až dvakrát zpeřené a členěné do tří až deseti úzkých podlouhlých či eliptických laloků. Při dozrávání plodů listy usychají.
Na koncích lodyh i jejich větví vyrůstají na stopkách 3 až 10 mm dlouhých čtyřčetné, pravidelné, vonící, asi 1,5 cm velké, protandrické, oboupohlavné květy které nemají listeny a vytvářejí hroznovitá květenství jež se při dozrávání plodů zvětšují. Vejčité až kopinaté kališní lístky mají zelenou barvu a vespod jsou vakovitě vyduté. Široce obvejčité, rozkleslé korunní lístky s nehtem jsou ve špičce vykrojené a mívají barvu narůžovělou, bílou nebo lila; jsou hustě žilkované a dlouhé 5 až 10 mm, dvojnásobně delší lístků kališních. V květu je šest žlutých tyčinek, 2 krátké a 4 delší. Semeník je příčně rozdělen na dva oddíly mající po jednom vajíčku, spodní je obráceně kuželovitý a horní úzce jehlanovitý; jeho pestík má přisedlou kulovitou bliznu. Pomořanka přímořská vykvétá od června do srpna, opylována je hmyzem, její základní chromozómové číslo je x = 9.
Plod je příčně dvoudílná, vřetenovitá až slabě čtyřhranná, mírně zploštělá, nepukající šešule 15 až 25 mm dlouhá vyrůstající na od lodyhy odstávajících stopkách. Její spodní díl je obráceně kuželovitý až obráceně 4hranně jehlanovitý, plocha přiléhající k hornímu dílu je mírně vypuklá. Horní díl je kuželovitý až 4hranně jehlanovitý a jeho spodní plocha je promáčknutá (přiléhá ke spodnímu dílu). V každém dílu je po jednom elipsoidním, hnědém semeni 4 až 5 mm velkém s hladkým či vráščitým osemením. Důležitým taxonomickým znakem, společně s tvarem listů, jsou výrůstky na bočních stěnách šešule.

## Rozmnožování
Tato jednoletá rostlina se rozmnožuje výhradně semeny. Po uzrání plodu se jeho horní část se semenem odlomí dřív a je větrem či vodou odnesena, spodní zůstává přirostlá na rostlině mnohem déle a její semeno většinou vyklíčí v blízkosti původní rostliny. Plody se semeny dokážou po několik týdnů plavat po vodě hnány mořskými proudy; jsou často vidět nové rostlinky vyrůstat na břehu v řadě kam je zanesl příboj.

## Význam
Druh je průkopníkem při obsazování holých písčitých břehů které napomáhá stabilizovat. Listy rostliny jsou bohaté na vitamin C, ale jsou hořké. Mladých lístků, poupat a nezralých plodů se používá jako ochucovadel do salátů nebo jiných jídel. Rozemletý usušený kořen se v minulosti přidával k mouce při pečení chleba. Ze semen která obsahují hodně oleje se vyrábí extrakt používaný při vlasové kosmetice.

## Galerie

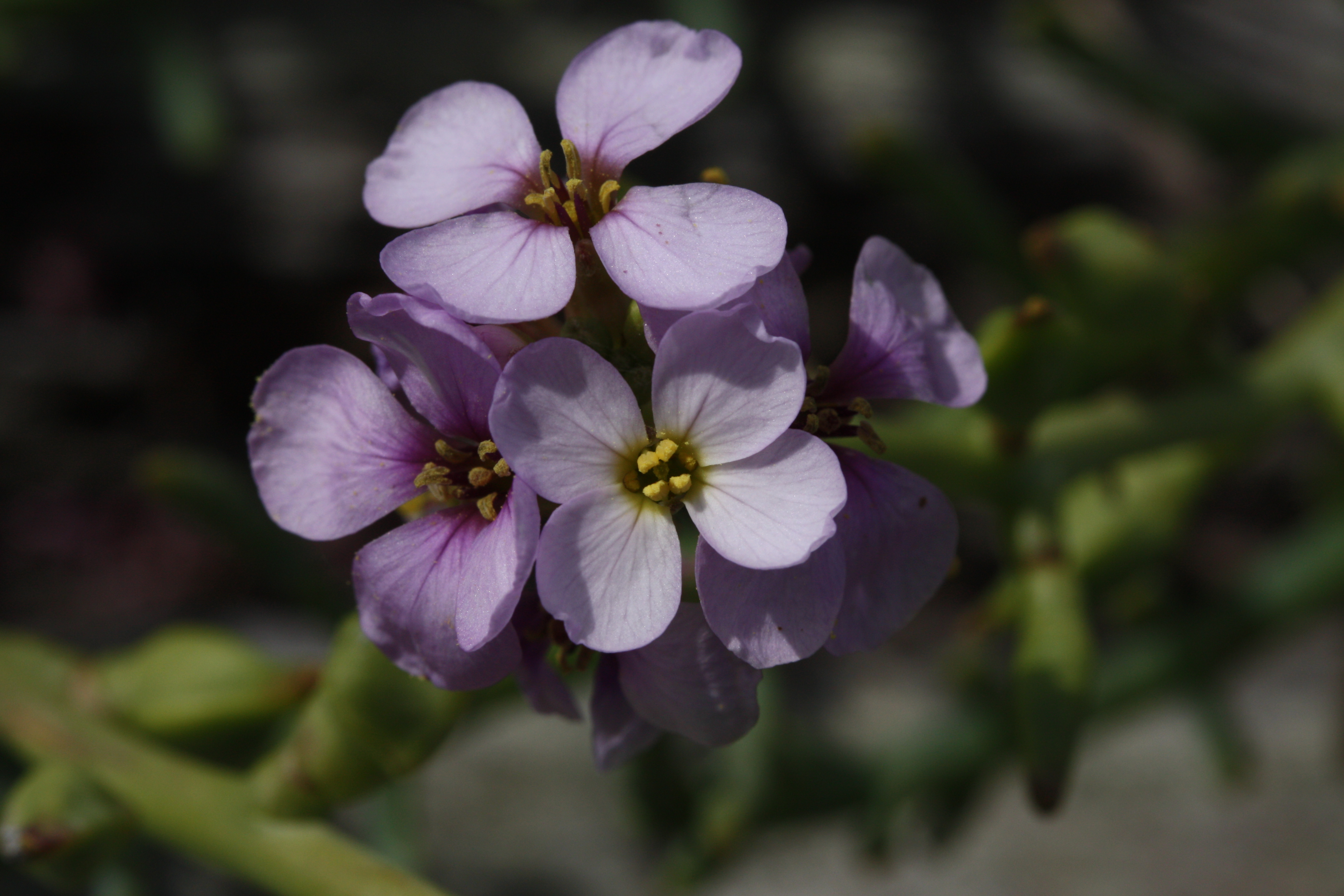
Detail květů
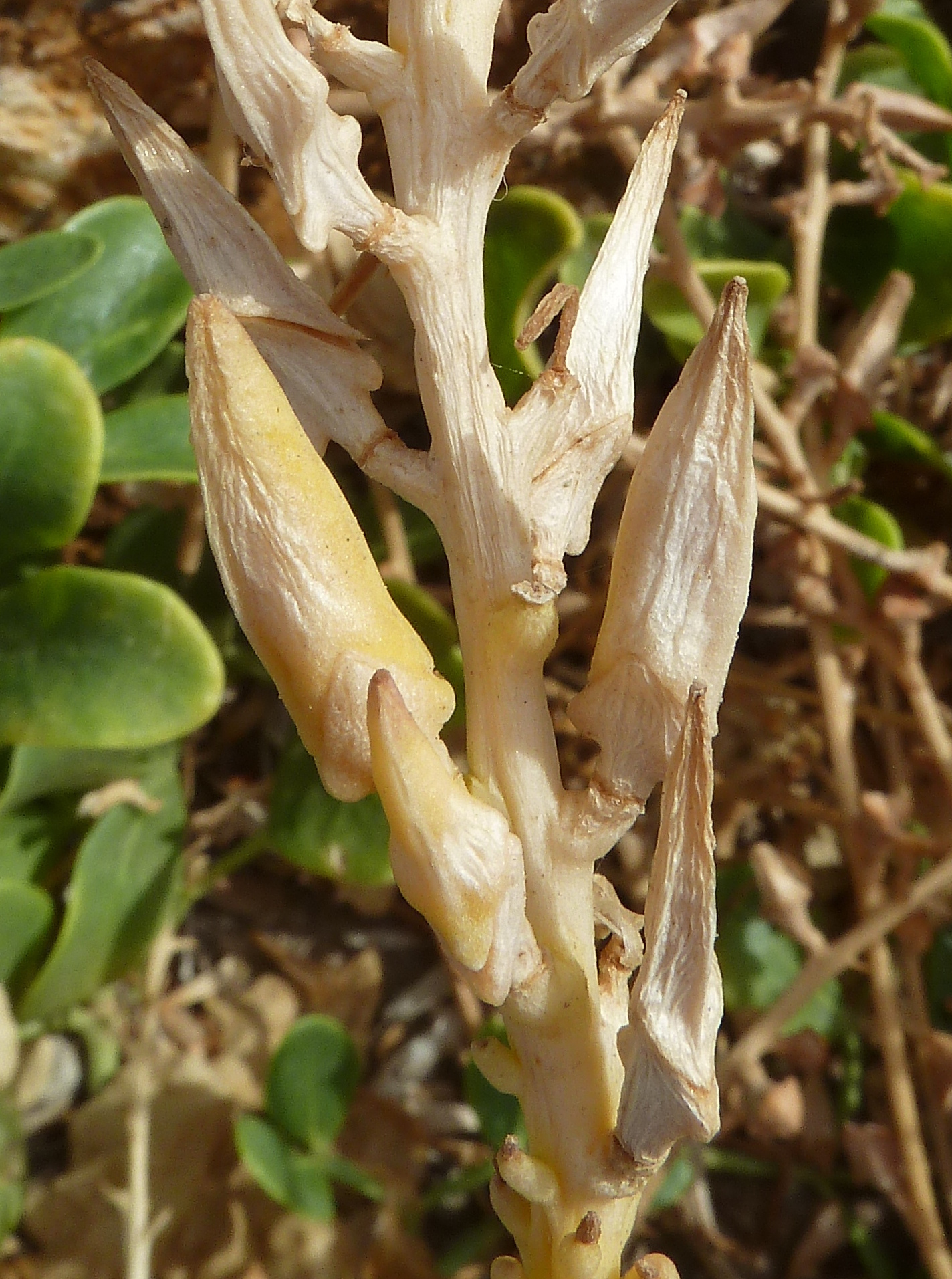
Dozrávající plody
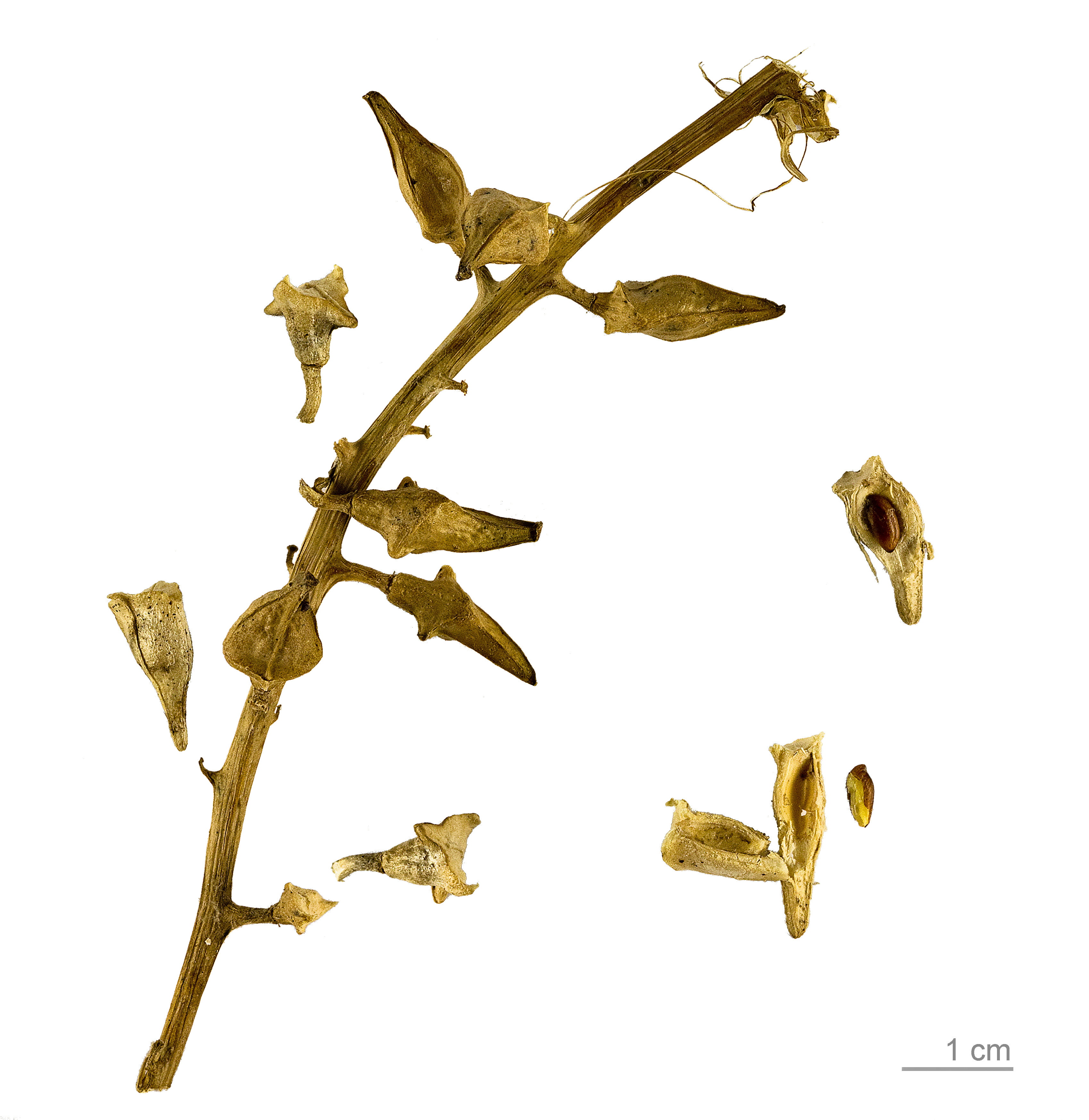
Dělící se plody